# Photis fischmanni
Photis fischmanni är en kräftdjursart som beskrevs av Gurjanova 1951. Photis fischmanni ingår i släktet Photis och familjen Isaeidae. Inga underarter finns listade i Catalogue of Life.